# Wilhelm Sebaldt
Karl Friedrich Wilhelm Sebaldt (* 2. September 1803 in Coburg; † 22. Mai 1872 in St. Wendel) war ein deutscher Regierungsassessor, Richter und Regierungspräsident.

## Leben und Wirken
Als Sohn von August Sebaldt geboren, einem sachsen-coburgischen Beamten, der ab 1816 als Mitglied einer Landescommission in St. Wendel bei der Regierung des Fürstentums Lichtenberg tätig war, nahm Wilhelm Sebaldt nach Abschluss seiner schulischen Ausbildung und Beendigung eines Studiums der Rechtswissenschaften an der Universität Heidelberg im Jahre 1824 seine erste berufliche Tätigkeit als Advokat-Anwalt in St. Wendel auf. Am 28. Mai 1825 wurde er dort mittels Dekret zum Referendar und provisorischen Ergänzungsrichter bestellt. 1832 erhielt er dann erst seine Anstellung als Regierungsassessor und wurde im Anschluss daran zum Richter ernannt. Nachdem das Fürstentum Lichtenberg vom Herzogtum Sachsen-Coburg-Saalfeld per Staatsvertrag vom 31. Mai 1834 an Preußen veräußert worden war, trat Wilhelm Sebaldt im Jahr 1835 in den preußischen Staatsdienst ein. Ab 1844 wurde Sebaldt dann als Regierungsrat sowie als Justitiar in der Trierer Regierung eingesetzt, bevor er dort als Leiter die Abteilung des Innern übernahm. Im Revolutionsjahr 1848 sympathisierte er zunächst noch mit der revolutionären Bewegung, wurde dann aber für den Zeitraum vom 10. Mai bis zum 15. August 1848 als kommissarischer Oberbürgermeister und Landrat von Trier bestellt.
1849 erhielt er dann gegen den Widerstand der Bevölkerung seine Ernennung zum Regierungspräsidenten. Nachdem es zu ersten Konflikten zwischen Militär und Bevölkerung gekommen war, suchte Sebaldt die revolutionären Bestrebungen im Volk durch die als Warnung zu verstehende Aufforderung, den sogenannten Lumpenerlaß, zu unterdrücken. Nach Bernkastel, Wittlich und Bitburg ließ er im November 1849 Truppen gemeinsam mit Regierungskommissaren schicken, Presse, Vereine, Beamte und den Klerus ließ er überwachen. Nach der Entdeckung der römischen Villa von Nennig 1852 hatte er als Regierungspräsident einigen Anteil an deren Sicherung durch Übergang in staatlichen Besitz. Als Sebaldt auf Willkür basierend versuchte, Einfluss auf Wahlen im Jahr 1855 zu nehmen, stieß er erstmals auf die Missbilligung des Oberpräsidenten der Rheinprovinz Hans Hugo von Kleist-Retzow. Nachdem man ihm vorgeworfen hatte, gemeinsame Sache mit den Konstitutionellen zu machen anstatt die Kräfte der Konservativen zu bündeln, stellte man ihm Konstantin von Gaertner als Leiter der Abteilung des Innern zur Seite. Wilhelm Sebaldt trat 1863 auf eigenen Wunsch in den Ruhestand. Er verbrachte seine „alten Tage“ wiederum in St. Wendel, wo er „nach mehrwöchentlichen, schweren Leiden“ verschied und beigesetzt wurde.

## Familie
Wilhelm Sebaldt war seit 1825 mit der St. Wendeler Bürgertochter Anna Katharina, geb. Demuth verheiratet; aus der Ehe gingen sieben Kinder hervor.

## Ehrungen
- 1855: Oldenburgischer Haus- und Verdienstorden des Herzogs Peter Friedrich Ludwig, Kompturkreuz.[9]
- 1861: Roter Adlerorden, 2. Klasse mit Eichenlaub.[10]